# La Celle-sur-Loire
La Celle-sur-Loire – miejscowość i gmina we Francji, w regionie Burgundia-Franche-Comté, w departamencie Nièvre.
Według danych na rok 1990 gminę zamieszkiwało 859 osób, a gęstość zaludnienia wynosiła 41 osób/km² (wśród 2044 gmin Burgundii La Celle-sur-Loire plasuje się na 272. miejscu pod względem liczby ludności, natomiast pod względem powierzchni na miejscu 415.).